# ロブスターのある静物 (ヘーダ)
『ロブスターのある静物』（ロブスターのあるせいぶつ、蘭: Stilleven met een kreeft、英: Still Life with a Lobster）は、オランダ絵画黄金時代の画家ウィレム・クラースゾーン・ヘーダが1650-1659年にキャンバス上に油彩で描いた絵画である。1947年にフレデリック・ジョン・ネトルフォード (Frederick John Nettlefold) から寄贈されて以来、ナショナル・ギャラリー (ロンドン) に所蔵されている。

## 作品

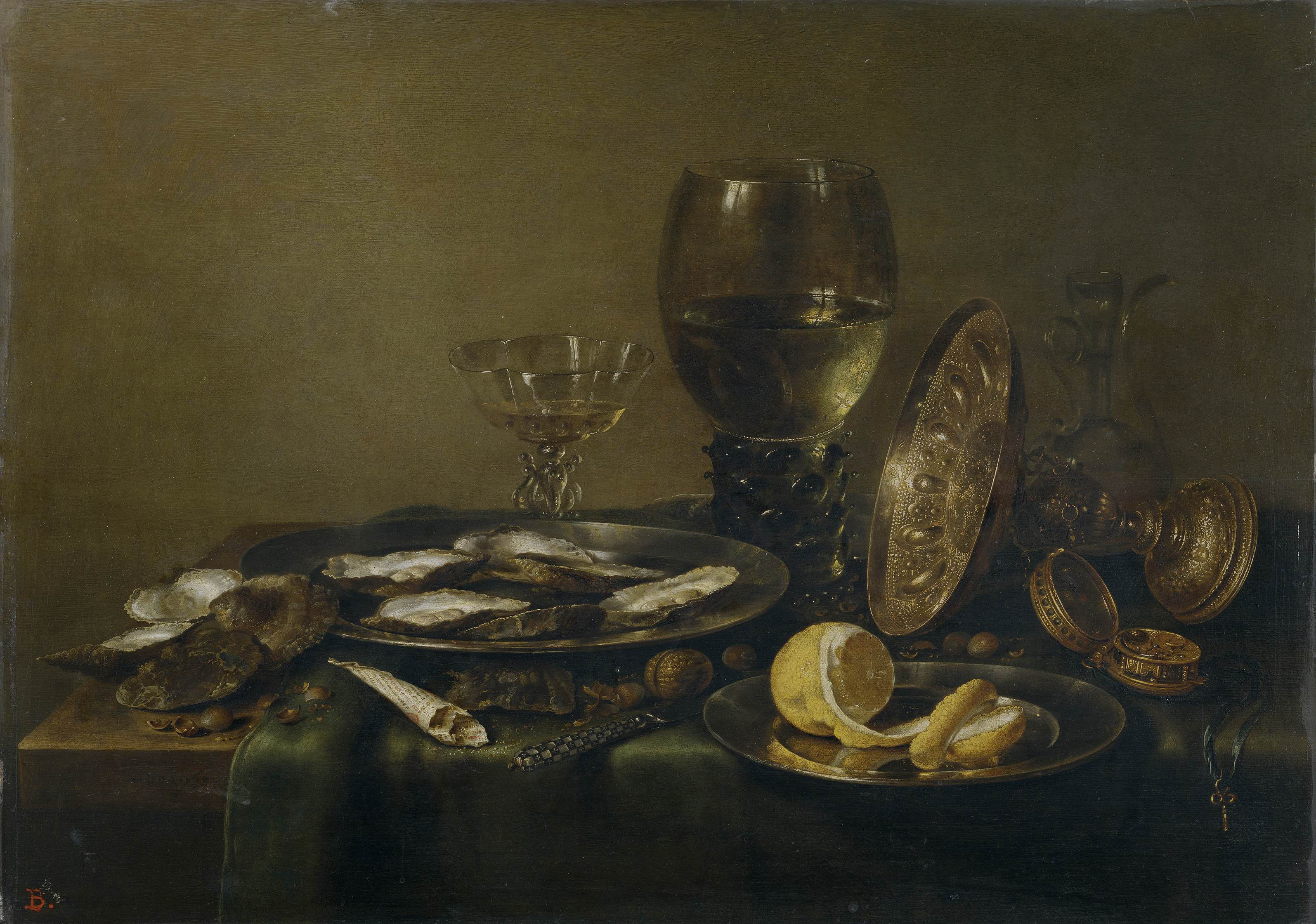
ウィレム・クラースゾーン・ヘーダ『静物』 (1632年)、プラド美術館、マドリード

ウィレム・クラースゾーン・ヘーダは、ピーテル・クラースゾーンとともに17世紀初頭のオランダを代表する静物画家である。彼らは、以前の静物画家たちの特徴であった大胆な色彩をはるかに落ち着いた色調に置き換え、簡素ながらも見事に構成された朝食を表す作品を描いた。ヘーダの初期の作品では横長のキャンバスが好んで使われたが、彼は晩年になると次第にモニュメンタルな効果を追求し始め、縦長のキャンバスを採用するようになった。また、ヘーダの晩年の作品では、ある種の荘重さが初期作品の簡素さに取って代わるようになる。
本作は、そうしたヘーダ後期の代表的な作品である。画面の品々は一見して何気なく並べられているかのようであるが、17世紀の鑑賞者にはすぐに富と豪華さを表すものと理解されたであろう。テーブルクロスはサテンのような輝きを持ち、その上の品々はすべてが富を示すべく並べられた高価な贅沢品である。これらの品々は、ただ単に希少価値があり、高価だっただけではない。オランダの商人たちが、地球上の遠い土地からもたらした異国趣味的な品々として選ばれている。白色と青色の陶磁器は中国のもので、オリーブとレモンは地中海地方原産、コショウの実は東インド諸島原産である。ほかの事物はオランダ共和国由来であるが、ロブスター、レーマーグラスを支えるスタンド、精緻に作られた、古代ローマの兵士 (おそらくローマ神話の神マールス) を上に象った金の杯など高価なものばかりである。テラコッタの壺の上にある水鳥は中にある料理を示しているが、見事に翼を広げており、富裕さの象徴となっている。岩塩の粒は、銀の容器の中で宝石のように輝いている。
大半のモティーフの比較的抑えた色合いは、ロブスターの赤色によって相殺される。金の杯と銀の容器の配置は間違いなく意図されたものであり、ヘーダがどれほど巧みに金色と銀色の描き分けができるかを示す好機を提供しているのである。貴金属の色の冷たさは、左側の水鳥の銀色がかった色調と共鳴している。光は主に左側から入り、鳥の羽根に反射している。2本の素早い筆致により、暗い背景の中にある背の高いフルートグラスが姿を現わしている。いくつかの箇所では、光によってグラス内のワインあるいは水が可視化されているが、画家のこの技術は当時とりわけ評価されたものであった。2つのピューターの皿がテーブルの端からはみ出ている一方、巻物用のチューブとナイフは斜めの線上に鑑賞者のいる位置とは違う方向を向いている。こうした事物の異なる配置は、ヘーダの遠近法と前面短縮法の巧みさを示している。また、ヘーダの実物を表現する能力は明らかで、それらの質感は見事に捉えられている。
テーブルクロスには商人のギルドを示唆するような暗号が刺繍されているが、本作がおそらくそのようなギルドにより委嘱されたことを仄めかしている。ビーズのような眼をした見事な赤いロブスターは非常に目立つように配置されており、おそらくギルドの富の源泉である海との関連を示唆しているのであろう。